# Coppa di Francia 2019-2020 (pallavolo maschile)
La Coppa di Francia 2019-2020 si è svolta dal 22 ottobre 2019 al 27 settembre 2020: al torneo hanno partecipato ventiquattro squadre di club francesi e la vittoria finale è andata per la terza volta allo Stade Poitevin.

## Regolamento
Le squadre avrebbero dovuto disputare un primo turno, ottavi di finale, quarti di finale, semifinali, finale terzo posto e finale.
A seguito del diffondersi in Francia della pandemia di COVID-19, la Final Four originariamente in programma per il 13-14 marzo 2020 è stata dapprima posticipata al 16-17 maggio 2020 e quindi rinviata all'inizio della stagione 2020-21, nello specifico al 26-27 settembre 2020.
In prossimità della Final Four, le formazioni del Paris e dello Spacer's Toulouse si sono ritirate dal torneo a causa della positività al COVID-19 riscontrata in alcuni atleti e membri degli staff tecnici di entrambe le formazioni e le altre semifinaliste si sono qualificate direttamente in finale. Il Tours si è tuttavia rifiutato di prendere parte all'incontro ritenendo non sicura dal punto di vista sanitario la manifestazione; la Federazione ha pertanto annullato anche l'atto finale del torneo assegnando la vittoria a tavolino allo Stade Poitevin.

## Squadre partecipanti
| - Amiens - Arago de Sète - ASI - ASUL Lyon - Cannes - Chaumont - Gazélec Ajaccio - Grand Nancy | - Martigues - Mende - Michelet Halluin - Montpellier - Nantes - Narbonne - Nice - Paris | - Plessis-Robinson - Rennes - Saint-Nazaire - SAS - Spacer's Toulouse - Stade Poitevin - Tours - Tourcoing |

## Torneo

### Tabellone
|  | Ottavi di finale  | Ottavi di finale |  |                   | Quarti di finale | Quarti di finale |  |                   | Semifinali     | Semifinali        |                 |                 | Finale         | Finale |
|  |                   |                  |  |                   |                  |                  |  |                   |                |                   |                 |                 |                |        |
|  | Paris             | 3                |  |                   |                  |                  |  |                   |                |                   |                 |                 |                |        |
|  | Paris             | 3                |  |                   |                  |                  |  |                   |                |                   |                 |                 |                |        |
|  | Rennes            | 2                |  |                   |                  |                  |  |                   |                |                   |                 |                 |                |        |
|  | Rennes            | 2                |  | Paris             | 3                |                  |  |                   |                |                   |                 |                 |                |        |
|  |                   |                  |  | Paris             | 3                |                  |  |                   |                |                   |                 |                 |                |        |
|  |                   |                  |  |                   | Nantes           | 1                |  |                   |                |                   |                 |                 |                |        |
|  | Nantes            | 3                |  |                   | Nantes           | 1                |  |                   |                |                   |                 |                 |                |        |
|  | Nantes            | 3                |  |                   |                  |                  |  |                   |                |                   |                 |                 |                |        |
|  | Cannes            | 1                |  |                   |                  |                  |  |                   |                |                   |                 |                 |                |        |
|  | Cannes            | 1                |  |                   |                  |                  |  | Paris             | 0              |                   |                 |                 |                |        |
|  |                   |                  |  |                   |                  |                  |  | Paris             | 0              |                   |                 |                 |                |        |
|  |                   |                  |  |                   |                  |                  |  |                   | Tours          | 3                 |                 |                 |                |        |
|  | SAS               | 0                |  |                   |                  |                  |  |                   | Tours          | 3                 |                 |                 |                |        |
|  | SAS               | 0                |  |                   |                  |                  |  |                   |                |                   |                 |                 |                |        |
|  | Tours             | 3                |  |                   |                  |                  |  |                   |                |                   |                 |                 |                |        |
|  | Tours             | 3                |  | Tours             | 3                |                  |  |                   |                |                   |                 |                 |                |        |
|  |                   |                  |  |                   |                  |                  |  |                   |                |                   |                 |                 |                |        |
|  |                   |                  |  |                   | Chaumont         | 0                |  |                   |                |                   |                 |                 |                |        |
|  | Chaumont          | 3                |  |                   |                  |                  |  |                   |                |                   |                 |                 |                |        |
|  | Chaumont          | 3                |  |                   |                  |                  |  |                   |                |                   |                 |                 |                |        |
|  | Gazélec Ajaccio   | 2                |  |                   |                  |                  |  |                   |                |                   |                 |                 |                |        |
|  | Gazélec Ajaccio   | 2                |  |                   |                  |                  |  |                   |                |                   |                 | Tours           | 0              |        |
|  |                   |                  |  |                   |                  |                  |  |                   |                |                   |                 | Tours           | 0              |        |
|  |                   |                  |  |                   |                  |                  |  |                   |                |                   |                 |                 | Stade Poitevin | 3      |
|  | Spacer's Toulouse | 3                |  |                   |                  |                  |  |                   |                |                   |                 |                 | Stade Poitevin | 3      |
|  | Spacer's Toulouse | 3                |  |                   |                  |                  |  |                   |                |                   |                 |                 |                |        |
|  | Arago de Sète     | 0                |  |                   |                  |                  |  |                   |                |                   |                 |                 |                |        |
|  | Arago de Sète     | 0                |  | Spacer's Toulouse | 3                |                  |  |                   |                |                   | Finale 3° posto | Finale 3° posto |                |        |
|  |                   |                  |  | Spacer's Toulouse | 3                |                  |  |                   |                |                   |                 |                 |                |        |
|  |                   |                  |  |                   | Montpellier      | 2                |  |                   |                |                   |                 | Paris           | -              |        |
|  | ASUL Lyon         | 1                |  |                   |                  |                  |  |                   |                |                   |                 | Paris           | -              |        |
|  | ASUL Lyon         | 1                |  |                   |                  |                  |  |                   |                | Spacer's Toulouse | -               |                 |                |        |
|  | Montpellier       | 3                |  |                   |                  |                  |  |                   |                | Spacer's Toulouse | -               |                 |                |        |
|  | Montpellier       | 3                |  |                   |                  |                  |  | Spacer's Toulouse | 0              |                   |                 |                 |                |        |
|  |                   |                  |  |                   |                  |                  |  | Spacer's Toulouse | 0              |                   |                 |                 |                |        |
|  |                   |                  |  |                   |                  |                  |  |                   | Stade Poitevin | 3                 |                 |                 |                |        |
|  | Narbonne          | 3                |  |                   |                  |                  |  |                   | Stade Poitevin | 3                 |                 |                 |                |        |
|  | Narbonne          | 3                |  |                   |                  |                  |  |                   |                |                   |                 |                 |                |        |
|  | Nice              | 2                |  |                   |                  |                  |  |                   |                |                   |                 |                 |                |        |
|  | Nice              | 2                |  | Narbonne          | 0                |                  |  |                   |                |                   |                 |                 |                |        |
|  |                   |                  |  | Narbonne          | 0                |                  |  |                   |                |                   |                 |                 |                |        |
|  |                   |                  |  |                   | Stade Poitevin   | 3                |  |                   |                |                   |                 |                 |                |        |
|  | Michelet Halluin  | 0                |  |                   | Stade Poitevin   | 3                |  |                   |                |                   |                 |                 |                |        |
|  | Michelet Halluin  | 0                |  |                   |                  |                  |  |                   |                |                   |                 |                 |                |        |
|  | Stade Poitevin    | 3                |  |                   |                  |                  |  |                   |                |                   |                 |                 |                |        |
|  | Stade Poitevin    | 3                |  |                   |                  |                  |  |                   |                |                   |                 |                 |                |        |

### Risultati

#### Primo turno
| 22 ottobre 2019 Salle Michel Bernard, Halluin Durata: ? - Spettatori: ?              | Michelet Halluin | 3 - 1 | Plessis-Robinson  | 25-21, 28-26, 25-27, 25-17        |
| 23 ottobre 2019 Gymnase Viviani, Épinal Durata: ? - Spettatori: ?                    | SAS              | 3 - 0 | ASI               | 25-22, 32-30, 25-18               |
| 22 ottobre 2019 Petit Palais des Sports de Gerland, Lione Durata: ? - Spettatori: ?  | ASUL Lyon        | 3 - 2 | Mende             | 19-25, 22-25, 25-19, 25-22, 15-8  |
| 22 ottobre 2019 Gymnase La Paix, Amiens Durata: ? - Spettatori: ?                    | Amiens           | 1 - 3 | Spacer's Toulouse | 25-19, 25-27, 14-25, 23-25        |
| 22 ottobre 2019 Salle Pierre Charpy, Parigi Durata: ? - Spettatori: ?                | Paris            | 3 - 2 | Tourcoing         | 32-30, 22-25, 25-23, 18-25, 16-14 |
| 22 ottobre 2019 Gymnase Pierre de Coubertin, Saint-Nazaire Durata: ? - Spettatori: ? | Saint-Nazaire    | 2 - 3 | Narbonne          | 25-21, 19-25, 25-23, 21-25, 12-15 |
| 22 ottobre 2019 Gymnase Marie Marvingt, Villers-lès-Nancy Durata: ? - Spettatori: ?  | Grand Nancy      | 0 - 3 | Cannes            | 18-25, 21-25, 23-25               |
| 22 ottobre 2019 Gymnase Julien Olive, Martigues Durata: ? - Spettatori: ?            | Martigues        | 1 - 3 | Arago de Sète     | 25-23, 22-25, 23-25, 22-25        |

#### Ottavi di finale
| 29 ottobre 2019 Petit Palais des Sports de Gerland, Lione Durata: ? - Spettatori: ? | ASUL Lyon         | 1 - 3 | Montpellier     | 18-25, 28-26, 13-25, 19-25        |
| 29 ottobre 2019 Palais des Sports André-Brouat, Tolosa Durata: ? - Spettatori: ?    | Spacer's Toulouse | 3 - 0 | Arago de Sète   | 25-16, 25-22, 26-24               |
| 29 ottobre 2019 Gymnase Viviani, Épinal Durata: ? - Spettatori: ?                   | SAS               | 0 - 3 | Tours           | 18-25, 21-25, 14-25               |
| 29 ottobre 2019 Palais du Travail, Narbona Durata: ? - Spettatori: ?                | Narbonne          | 3 - 2 | Nice            | 25-19, 23-25, 25-20, 21-25, 15-8  |
| 29 ottobre 2019 Salle Jean-Masson, Chaumont Durata: ? - Spettatori: ?               | Chaumont          | 3 - 2 | Gazélec Ajaccio | 21-25, 22-25, 25-17, 25-19, 15-12 |
| 29 ottobre 2019 Salle Michel Bernard, Halluin Durata: ? - Spettatori: ?             | Michelet Halluin  | 0 - 3 | Stade Poitevin  | 21-25, 19-25, 18-25               |
| 29 ottobre 2019 Gymnase Arthur Dugast, Nantes Durata: ? - Spettatori: ?             | Nantes            | 3 - 1 | Cannes          | 17-25, 25-15, 25-23, 25-18        |
| 30 ottobre 2019 Salle Pierre Charpy, Parigi Durata: ? - Spettatori: ?               | Paris             | 3 - 2 | Rennes          | 15-25, 22-25, 25-17, 25-23, 15-13 |

#### Quarti di finale
| 5 novembre 2019 Salle Pierre Charpy, Parigi Durata: ? - Spettatori: ?            | Paris             | 3 - 1 | Nantes         | 25-21, 23-25, 28-26, 25-23        |
| 5 novembre 2019 Palais du Travail, Narbona Durata: ? - Spettatori: ?             | Narbonne          | 0 - 3 | Stade Poitevin | 27-29, 30-32, 23-25               |
| 5 novembre 2019 Salle Robert-Grenon, Tours Durata: ? - Spettatori: ?             | Tours             | 3 - 0 | Chaumont       | 25-22, 29-27, 27-25               |
| 5 novembre 2019 Palais des Sports André-Brouat, Tolosa Durata: ? - Spettatori: ? | Spacer's Toulouse | 3 - 2 | Montpellier    | 23-25, 25-22, 13-25, 25-23, 15-10 |

#### Semifinali
| 26 settembre 2020 Palais des Sports André-Brouat, Tolosa Durata: 0 - Spettatori: 0 | Paris             | 0 - 3 | Tours          | 0-25, 0-25, 0-25 |
| 26 settembre 2020 Palais des Sports André-Brouat, Tolosa Durata: 0 - Spettatori: 0 | Spacer's Toulouse | 0 - 3 | Stade Poitevin | 0-25, 0-25, 0-25 |

#### Finale 3º posto
| 27 settembre 2020 Palais des Sports André-Brouat, Tolosa Durata: - Spettatori: | Spacer's Toulouse | - | Paris | non disputata |

#### Finale
| 27 settembre 2020 Palais des Sports André-Brouat, Tolosa Durata: 0 - Spettatori: 0 | Stade Poitevin | 3 - 0 | Tours | 25-0, 25-0, 25-0 |